# レジンアート
レジンアートとはエポキシ樹脂（エポキシレジン）や紫外線硬化樹脂（UVレジン）を使って造形する美術工芸品。

## 概要
UVレジンは比較的小さなアクセサリーやキーホルダーに用いられる。一方の2液性のエポキシレジンは家具や絵画といった大きいものに用いられる場合が多い。

## 成型方法
モールド（型）に注型し硬化させるレジンキャストと、下地となるベニヤ板やアクリル板に流す方法、木材と木材の間に流し込む方法などがある。

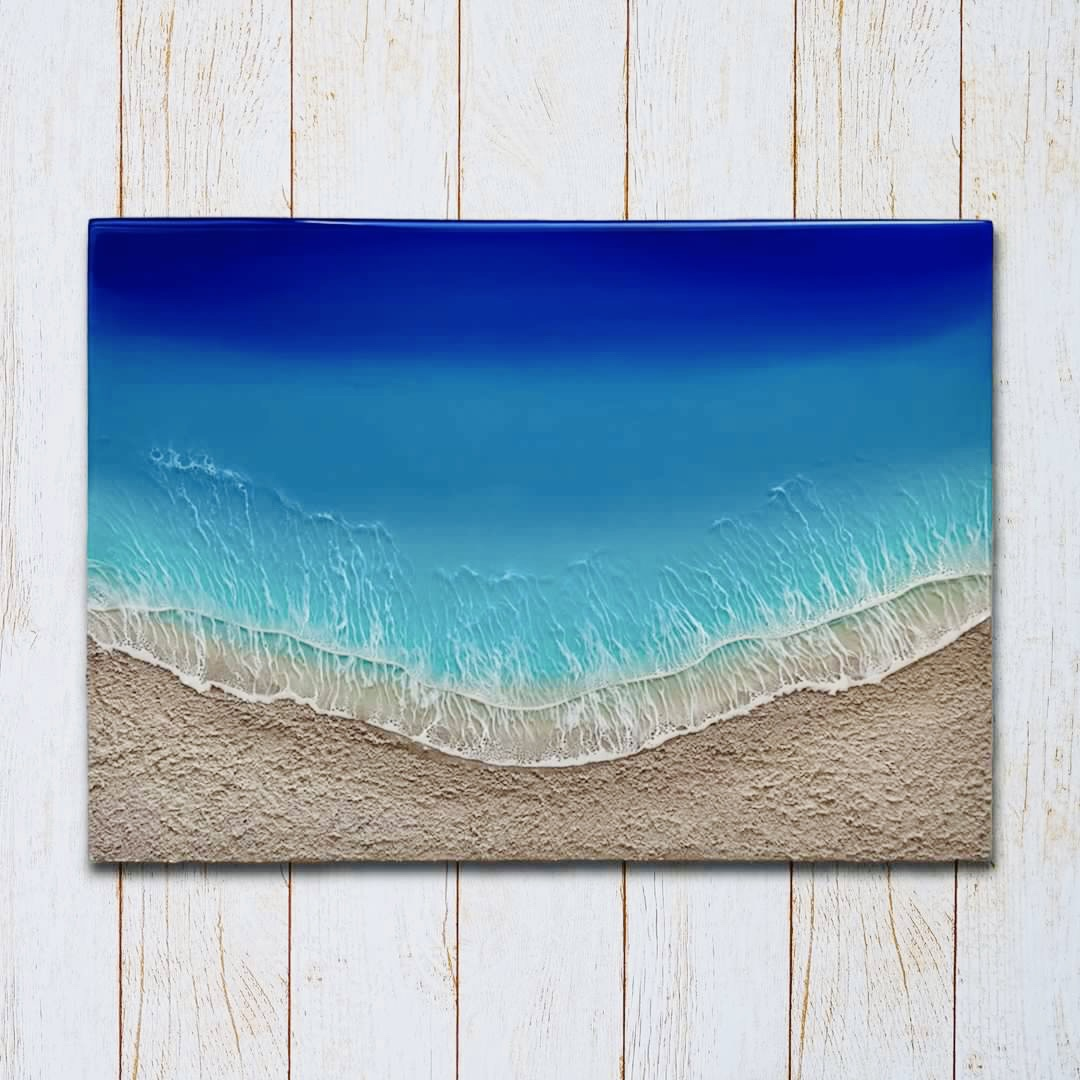
ベニヤ板の上にレジンを流した波アート
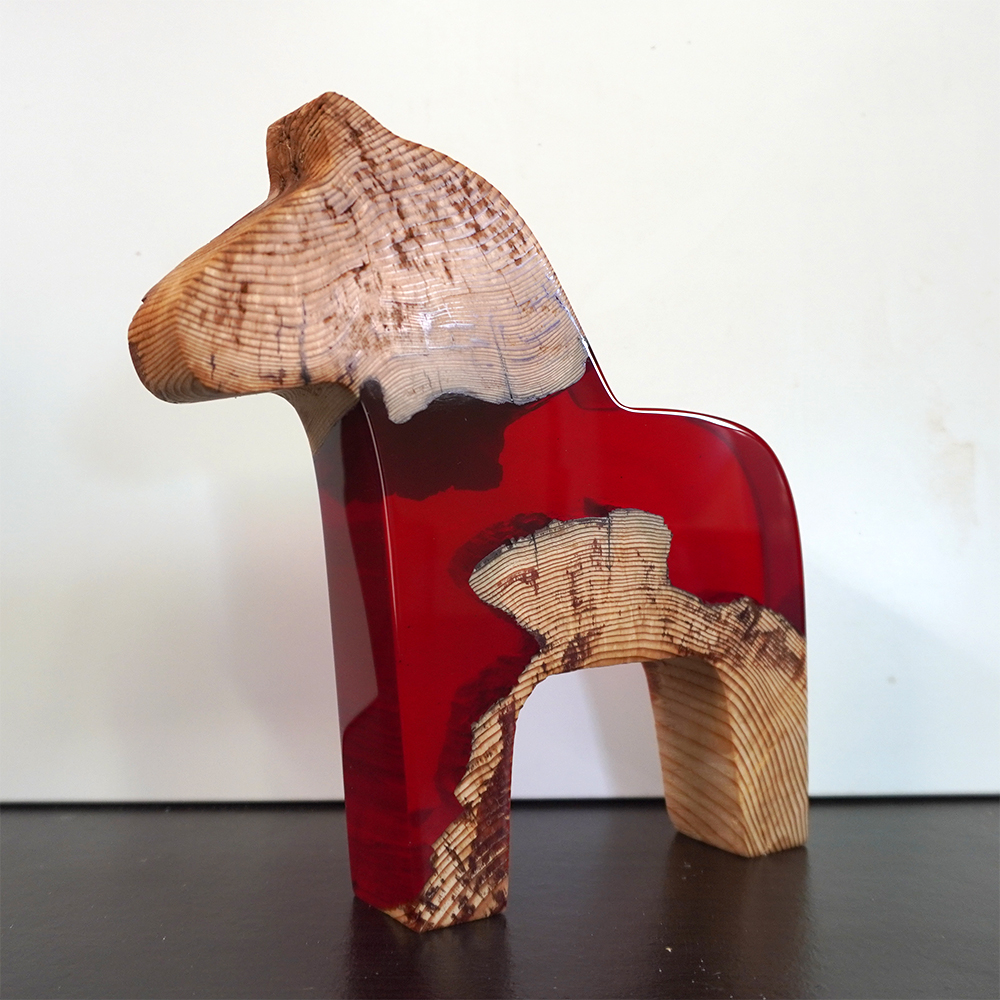
木材の間にレジンを流したウッドレジン
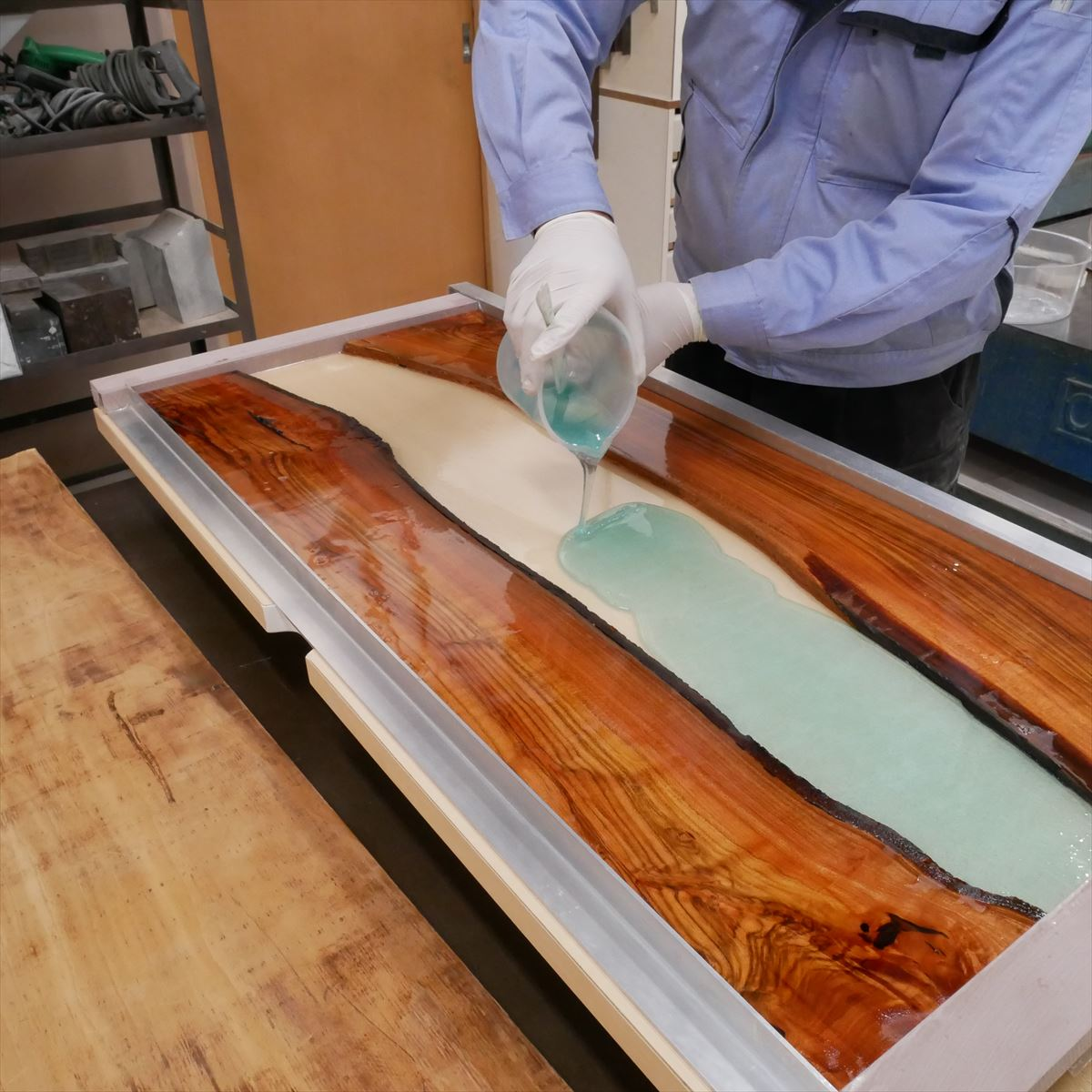
リバーテーブル、ウッドリバー、レジンテーブルとも呼ばれる

### 波コレ
2021年よりレジンアートの魅力を広く発信するための作品展示＆コンテストイベント「波コレクション&コンテスト」通称「波コレ」が開催された。